# Civilón
Civilón war ein spanischer Kampfstier, der durch die Sympathie des Publikums gerettet wurde.
Civilón wurde als fünftes Kalb der Kuh Civilona in der Rinderzucht des Juan Cobaleda Sánchez in Campocerrado bei Salamanca geboren und wurde aufgezogen, um dann als „Toro“ im Stierkampf verwendet zu werden. Schon bald zeigte er jedoch ein so menschenbezogenes Verhalten, dass er von Felipe Sassone in Blanco y Negro als „toro sociable“ bezeichnet wurde. Dennoch wurde Civilón für 30.000 Peseten an Pedro Balañá verkauft, um in der Arena von Barcelona gegen Luis Gómez "El Estudiante" zu kämpfen. Am 28. Juni 1936 protestierten jedoch die Zuschauer heftig und es wurden Spruchbänder mit dem Text El Estudiante: tu eres bueno; no mates a Civilón (El Estudiante: Du bist gut; töte nicht Civilón) hochgehalten. Der Stierkampf wurde daraufhin abgebrochen und Civilón gerettet. Die Presse feierte anderntags speziell die tierliebenden Frauen als Retterinnen des Stieres. Civilón kehrte allerdings nicht auf seine Weide zurück, sondern wurde nach Beginn des Bürgerkriegs geschlachtet und verwertet.
Premierminister Santiago Casares Quiroga, der 1936 zurücktrat, wurde als Civilón verspottet.